# Presa de Dolores
Presa de Dolores es una localidad perteneciente al municipio potosino de Santa Maria del Río se encuentra localizada en la parte sur, según el censo general de población y vivienda 2010 cuenta con una población de 1057 habitantes de los cuales 532 son mujeres y el resto 525 son hombres.

## Descripción Geográfica

### Ubicación
Presa de Dolores se encuentra localizada al sureste del Municipio entre las coordenadas geográficas 21°63´ latitud norte, y -100°70´ longitud oeste; y a una altura media de 1847 metros sobre el nivel del mar.
La localidad está cerca de los límites con el estado de Guanajuato, así como circunvecina de las localidades de: Santo Domingo, Villela, El Carmen, Varas Blancas etc.

### Hidrografía
la localidad cuenta solo con pequeños arrollamientos que se forman en épocas de lluvia, además también cuenta con una presa de media capacidad la cual por su tamaño es considerada una de las más grandes, sirve principalmente para el riego y en su época también lo es para la pesca

## Clima
| Parámetros climáticos promedio de Presa De Dolores | Parámetros climáticos promedio de Presa De Dolores | Parámetros climáticos promedio de Presa De Dolores | Parámetros climáticos promedio de Presa De Dolores | Parámetros climáticos promedio de Presa De Dolores | Parámetros climáticos promedio de Presa De Dolores | Parámetros climáticos promedio de Presa De Dolores | Parámetros climáticos promedio de Presa De Dolores | Parámetros climáticos promedio de Presa De Dolores | Parámetros climáticos promedio de Presa De Dolores | Parámetros climáticos promedio de Presa De Dolores | Parámetros climáticos promedio de Presa De Dolores | Parámetros climáticos promedio de Presa De Dolores | Parámetros climáticos promedio de Presa De Dolores |
| Mes                                                | Ene.                                               | Feb.                                               | Mar.                                               | Abr.                                               | May.                                               | Jun.                                               | Jul.                                               | Ago.                                               | Sep.                                               | Oct.                                               | Nov.                                               | Dic.                                               | Anual                                              |
| -------------------------------------------------- | -------------------------------------------------- | -------------------------------------------------- | -------------------------------------------------- | -------------------------------------------------- | -------------------------------------------------- | -------------------------------------------------- | -------------------------------------------------- | -------------------------------------------------- | -------------------------------------------------- | -------------------------------------------------- | -------------------------------------------------- | -------------------------------------------------- | -------------------------------------------------- |
| Temp. máx. abs. (°C)                               | 29                                                 | 30                                                 | 35                                                 | 35                                                 | 38                                                 | 36                                                 | 32                                                 | 32                                                 | 30                                                 | 30                                                 | 30                                                 | 27                                                 | 40                                                 |
| Temp. máx. media (°C)                              | 19                                                 | 22                                                 | 25                                                 | 27                                                 | 32                                                 | 30                                                 | 28                                                 | 28                                                 | 26                                                 | 24                                                 | 21                                                 | 19                                                 | 24                                                 |
| Temp. mín. media (°C)                              | 3                                                  | 4                                                  | 7                                                  | 12                                                 | 13                                                 | 15                                                 | 14                                                 | 14                                                 | 13                                                 | 9                                                  | 6                                                  | 4                                                  | 9                                                  |
| Temp. mín. abs. (°C)                               | -8                                                 | -5                                                 | -6                                                 | 0                                                  | 4                                                  | 6                                                  | 6                                                  | 5                                                  | 2                                                  | -1                                                 | -5                                                 | -10                                                | -10                                                |
| Fuente: 12 de marzo de 2012                        |                                                    |                                                    |                                                    |                                                    |                                                    |                                                    |                                                    |                                                    |                                                    |                                                    |                                                    |                                                    |                                                    |

## Calles
La localidad no es de un trazo muy adecuado, perro aun así cuenta con calles que sirven para comunicar la localidad, tales son como la principal Avenida "Venustiano Carranza" que cruza toda la localidad además de la carretera principal que comunica a la misma con la carretera federal 57, también existen otras como lo es la avenida Francisco I Madero además del circuito la deportiva que es la princioal en el lado sur de la localidad, cuenta también con terracerias que comunican a la localidad con las localidades vecinas de Santo Domingo y Varas Blancas

## Crecimiento Demográfico
la localidad en los últimos años ha experimentado un boom en el crecimiento de la población, pues hasta hace 20 años la localidad apenas rebasaba los 500 habitantes para ser duplicada en el 2010; para el 2000 la localidad contaba con 833 habitantes en 2005 con 968 y para 2010 ya tenía más de 1057 habitantes, en promedio la localidad crece a un ritmo de 2%

## Escolaridad en Presa De Dolores
Aunque 80 personas entre los de 15 y más años de edad no visitaron la escuela solo unos 96 no saben leer ni escribir bien. En comparación dentro del grupo de los jóvenes entre 6 y 14 años solo el pequeño número de no tiene educación escolar. Así el tiempo mediano en cual un habitante de PRESA DE DOLORES visita la escuela resulta en 5 años

## Hogares y viviendas en PRESA DE DOLORES
214 hogares en PRESA DE DOLORES equivalen a 214 viviendas habitables de cuales 13 consisten de un cuarto solo y 17 tienen piso de tierra.
De todas las viviendas en PRESA DE DOLORES con 96 la gran mayoría tiene instalaciones sanitarias fijas y 34 son conectados a la red pública. Sobre luz eléctrica disponen 199 viviendas. 0 hogares tienen una o más computadoras, 70 tienen una lavadora y la gran cantidad de 173 disfruta de una o más televisiones propias